# Walk the Line (chanson)
Pour les articles homonymes, voir Walk the Line et I Walk the Line.
Singles par Laurent Wolf
Wash My World
(2008) Survive
(2010)
Singles par Johnny Cash
The Johnny Cash Show
(1970) Little Fauss and Big Halsy
(1970)
Walk the Line est une chanson de Laurent Wolf sorti en 2009, il s'agit du remix de I Walk the Line de 1970 du chanteur américain Johnny Cash.

## Classement par pays
| Pays                | Meilleure position |
| ------------------- | ------------------ |
| France              | 8                  |
| Belgique (Wallonie) | 18                 |
| Belgique (Flandre)  | 23                 |
| Pays-Bas            | 83                 |
| France Club 40      | 4                  |